# 横見郡
- 令制国一覧 > 東海道 > 武蔵国 > 横見郡
- 日本 > 関東地方 > 埼玉県 > 横見郡

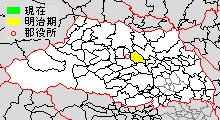
埼玉県横見郡の範囲

横見郡（よこみぐん）は、埼玉県（武蔵国）にあった郡。

## 郡域
現在の比企郡吉見町。古くは熊谷市の一部（旧大里郡吉見村、古代の御坂郷）の地域も含まれていた。

## 歴史
安閑天皇元年（534年）の武蔵国造の乱後に献上された4つの屯倉のうちの1つ横渟屯倉はのちの横見郡に当たると推測されている。
7世紀に武蔵国の評として成立した。「横見評」と記した木簡が、飛鳥京跡から出土している。大宝元年（701年）に大宝令の施行で横見郡と改められた。

### 近代以降の沿革
- 「旧高旧領取調帳」に記載されている明治初年時点での支配は以下の通り。●は村内に寺社領が存在。幕府領は木村飛騨守支配所（関東在方掛）、江川太郎左衛門支配所（韮山代官所）、福田所在衛門支配所が管轄。吉見村・久保田村各組は1村に数える。（42村）

| 知行         | 知行                           | 村数   | 村名 |
| ------------ | ------------------------------ | ------ | --- |
| 幕府領       | 幕府領（木村）                 | 6村    | 飯島新田、荒井新田、江川新田、高尾新田、蓮沼新田、古名新田                                                                                                  |
| 幕府領       | 旗本領                         | 12.5村 | ●中曽根村、大串村、山野下村、大和田村、万光寺村、大和屋新田、須野子新田、吉見村北組、久米田村、和名村、●御所村、黒岩村、●長谷村                             |
| 幕府領       | 幕府領（木村）・旗本領         | 6村    | 地頭方村、松崎村、上細谷村、明秋村、下細谷村、荒子村 |
| 幕府領       | 幕府領（江川）・旗本領         | 0.5村  | ●吉見村南組 |
| 幕府領       | 幕府領（福田）・旗本領         | 1村    | 田甲村 |
| 藩領         | 下総佐倉藩                     | 10村   | 小新井村、●今泉村、前河内村、江綱村、久保田村・覚十郎組、久保田村・重治組、久保田村・久大夫組、久保田村・中組、北下砂村、丸貫村、谷口村、上銀谷村、下銀谷村 |
| 藩領         | 下総古河藩                     | 1村    | 古名村 |
| 幕府領・藩領 | 幕府領（木村）・旗本領・古河藩 | 2村    | 一ツ木村、上砂村 |
| 幕府領・藩領 | 旗本領・佐倉藩                 | 1村    | 蚊斗谷村 |
| 幕府領・藩領 | 旗本領・古河藩                 | 1村    | 本沢村 |
| その他       | 寺社領                         | 1村    | 中新井村 |

- 慶応4年
  - 6月17日（1868年8月5日） – 関東在方掛の旧岩鼻陣屋に岩鼻県が設置され、木村支配所管轄の幕府領を引き続き管轄するとともに、下記8村を除く旗本領を管轄。
  - 6月19日（1868年8月7日） - 忍藩士の山田政則が武蔵知県事に就任。幕府領・旗本領のうち蚊斗谷新田・吉見村南組・吉見村北組・久米田村・和名村・御所村・黒岩村・田甲村を管轄。
- 明治2年
  - 1月10日（1869年2月20日） - 山田政則知県事が宮原忠英に交代。
  - 1月13日（1869年2月23日） - 武蔵知県事・宮原忠英の管轄区域に大宮県を設置。県庁は東京府馬喰町に置かれる。
  - 9月29日（1869年11月2日） - 県庁が浦和に置かれ浦和県に改称。
- 明治4年
  - 7月14日（1871年8月29日） - 廃藩置県により、藩領が佐倉県、古河県となる。
  - 11月14日（1871年12月25日） - 第1次府県統合により、全域が入間県の管轄となる。
- 1873年（明治6年）6月15日 - 入間県が群馬県（第1期）と合併して熊谷県となる。
- 1875年（明治8年） - 江川新田・大和屋新田・新井新田が合併して江和井村となる。（40村）
- 1876年（明治9年）8月21日 - 第2次府県統合により、熊谷県が武蔵国の管轄地域を埼玉県に合併して群馬県（第2期）に改称。当郡域は埼玉県の管轄となる。
- 1879年（明治12年）（41村）
  - 3月17日 - 郡区町村編制法の埼玉県での施行により、行政区画としての横見郡が発足。比企郡松山町に設置された比企郡役所の管轄となる。
  - 久保田村から久保田新田が分立。
- 1881年（明治14年） - 吉見村が北吉見村・南吉見村に分村。（42村）

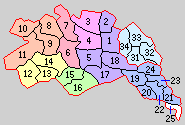
31.南吉見村 32.東吉見村 33.北吉見村 34.西吉見村（水色：吉見町 1 - 25は比企郡）

- 1889年（明治22年）4月1日 - 町村制の施行により、以下の町村が発足。全域が現・比企郡吉見町。（4村）
  - 南吉見村 ← 久保田村、下細谷村、江綱村、前河内村、大串村
  - 東吉見村 ← 大和田村、上銀谷村、谷口村、蚊斗谷村、江和井村、北下砂村、万光寺村、荒子村、丸貫村、下銀谷村、古名村、古名新田、高尾新田、須野子新田、蓮沼新田、久保田新田、飯島新田
  - 北吉見村 ← 地頭方村、中新井村、一ッ木村、上砂村、中曽根村、本沢村、上細谷村、小新井村、今泉村、明秋村、松崎村
  - 西吉見村 ← 北吉見村、南吉見村、御所村、黒岩村、和名村、久米田村、長谷村、田甲村、山野下村
- 1896年（明治29年）4月1日 - 横見郡および比企郡の大部分（植木村を除く）の区域をもって、改めて比企郡が発足。同日横見郡廃止。

## 行政
比企・横見郡長
| 代 | 氏名 | 就任年月日                | 退任年月日                | 備考                                 |
| -- | ---- | ------------------------- | ------------------------- | ------------------------------------ |
| 1  |      | 明治11年（1879年）3月17日 |                           |                                      |
|    |      |                           | 明治29年（1896年）3月31日 | 比企郡の一部との合併により横見郡廃止 |